# The New Twilight Zone—aflevering 10
De tiende aflevering van de serie The New Twilight Zone bestaat uit drie subafleveringen: The Shadow Man, The Uncle Devil Show en Opening Day.

## The Shadow Man
The Shadow Man is de eerste subaflevering. Het scenario werd geschreven door Rockne S. O'Bannon. 

### Plot
Danny Hayes is een nerdachtige jongen die regelmatig gepest wordt door een pestkop genaamd Eric. 
Op een avond duikt een mysterieuze man gemaakt van duisternis op. Hij introduceert zichzelf als een schaduwman, en beschermt Danny tegen Eric. In ruil daarvoor wil hij dat Danny hem toestemming geeft onder zijn bed te wonen. Danny twijfelt eerst, maar wanneer de schaduwman hem verzekert dat hij nooit de persoon onder wiens bed hij woont kwaad zal doen stemt Danny toe.
In de dagen erop vinden er een aantal mysterieuze moorden plaats in de stad, en Danny weet dat de schaduwman hierachter zit. Hij houdt dit echter geheim daar de schaduwman zijn bescherming is. Hij besluit Eric tot een gevecht uit te dagen omdat hij weet dat de schaduwman hem zal helpen. Die avond ontmoet hij Eric in een park. De schaduwman duikt op, en jaagt Eric weg. Danny wil de schaduwman al bedanken, maar dan grijpt deze Danny bij de keel en begint hem langzaam te wurgen. Danny stamelt dat de schaduwman nooit de persoon onder wiens bed hij leeft kwaad zou doen. De schaduwman bevestigt dit, alleen is hij een schaduwman van onder iemand anders zijn bed.

### Rolverdeling
- Heather Haase:  Liana Ames
- Jonathan Ward: Danny
- Jeff Calhoun: Shadow Man
- Kathleem Coyne: moeder
- Tricia Bartholome: roodharig meisje
- Julia Hendler: meisje met beugel
- Melissa Moultrie: Janie
- Chris Gosch: jongen
- Marc Bentley: jongen met bril
- Jason Presson: Eric
- Michael Rich: Peter
- Amy O'Neill: Blonde Girl

## The Uncle Devil Show
The Uncle Devil Show is de tweede subaflevering. Het scenario werd geschreven door Donald Todd. 

### Plot
Een jongen genaamd Joey zit te kijken naar een kindershow gepresenteerd door een man die zich “Uncle Devil”  (te vertalen als “oom duivel”) noemt. Uncle Devil leert in de show de kinderen die kijken een paar vreemde goocheltrucs. Geobsedeerd door de show en de dingen die hij er ziet, voert Joey wat goocheltrucs uit die de wereld om hem heen steeds vreemder maken, terwijl zijn ouders niet door schijnen te hebben wat er gebeurt. 
In de climax van de aflevering probeert Uncle Devil Joey (en alle kinderen die naar de show kijken) “de grote truc” te leren met een oude urn. De truc werkt echter niet, en de wereld wordt blijkbaar weer normaal. Terwijl Joey wegloopt bij de televisie, klimt er een cartooneske kakkerlak uit de urn.

### Rolverdeling
- Wendy Phillips: moeder
- Murphy Dunne: Uncle Devil
- Gregory Mier: Joey
- Joel Polis: vader

## Opening Day
Opening Day is de derde subaflevering. Het scenario werd geschreven door Gerrit Graham en Chris Hubbell.

### Plot
Sally en Carl, een rijk koppel, geven een feestje. Een van de gasten is Sally’s golfinstructeur Joe, met wie ze een affaire heeft. De twee plannen om Carl de volgende dag, op de opening van het jachtseizoen, te vermoorden. 
De volgende dag neemt Joe Carl mee voor een boottochtje. Zogenaamd om op eenden te gaan jagen. Als ze op het water zijn gooit Joe Carl overboord en duwt hem onder water tot hij verdronken is. Later vertelt Joe de politie dat Carl zijn evenwicht verloor en toen in het water gevallen is. 
Joe gaat naar Sally’s huis, maar merkt dat er iets niet klopt. Op alle foto’s waar Carl en Sally samen op stonden, staat nu Joe ineens in Carl’s plaats. Ook begroeten Sally en de kinderen Joe meteen alsof hij al jaren lid is van de familie. Ook blijken al Carl’s kleren Joe opeens te passen, terwijl de twee mannen een andere maat hebben. Dan beseft Joe dat hij op een of andere manier 24 uur terug in de tijd is beland en van leven heeft geruild met Carl. Carl is nu de golfinstructeur die met Sally de moord op Joe beraamt. 
De volgende dag neemt Carl Joe mee voor een boottochtje. Joe weet wat hem te wachten staat, en probeert Carl voor te zijn. Hierbij verliest hij echter zijn evenwicht, valt in het water, en verdrinkt. 

### Rolverdeling
- Gary Hollis: gast
- Frank McRae: sheriff
- Shelby Billington: vrouw op het feest
- Michael Nissman: Ned
- Shawn Donahue: Joe, Jr.
- Martin Kove: Joe
- Jeffrey Jones: Carl
- Molly Morgan: Kerry
- Elan Oberon: Sally